# Max Brod

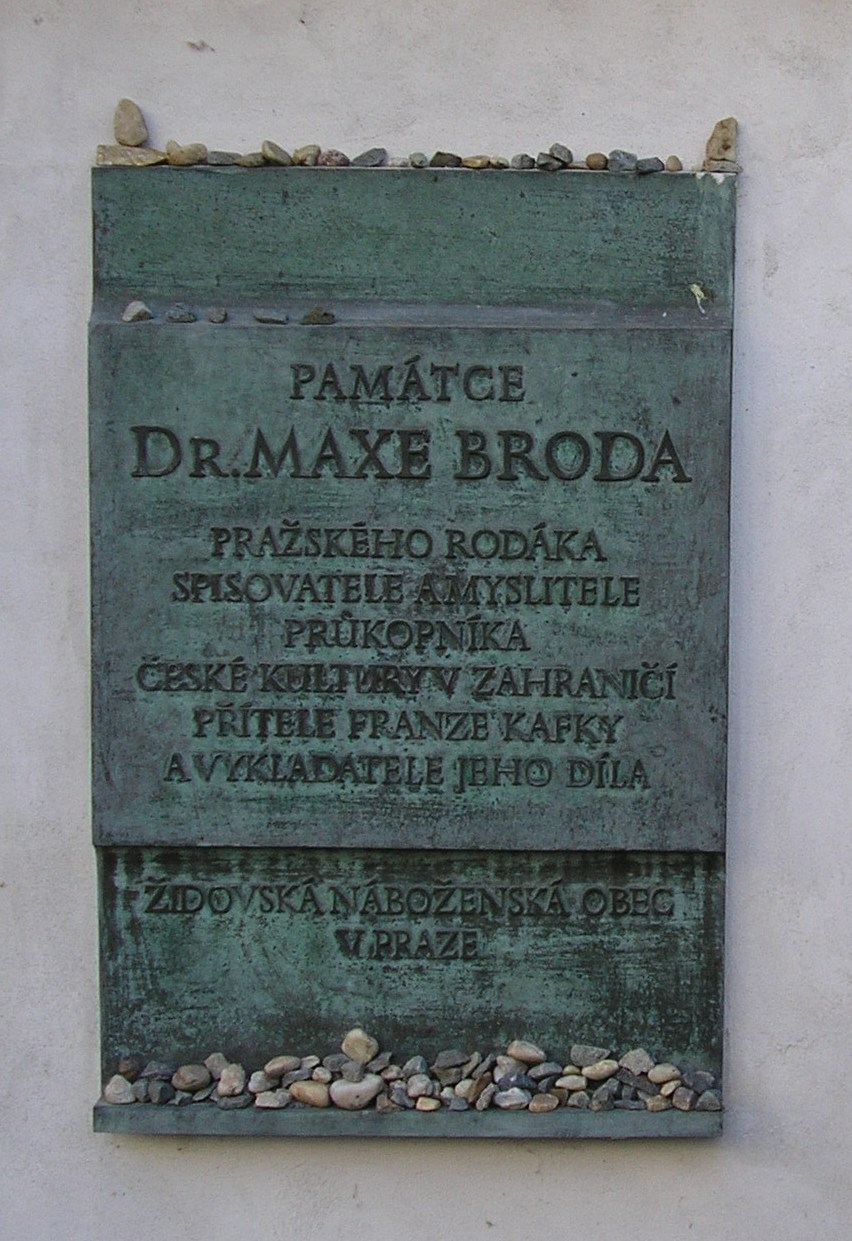
Placa commemorativa de Max Brod, prop de la tomba de Franz Kafka

Max Brod (Praga, 27 de maig de 1884, llavors Imperi Austrohongarès - Tel-Aviv, 20 de desembre de 1968) va ser un escriptor jueu de parla alemanya, traductor i compositor. Tot i que la seva obra literària (83 obres) va assolir un gran èxit, és en gran part ignorat avui en dia, essent més recordat per la publicació de les obres de l'escriptor Franz Kafka i del compositor Leoš Janáček. També és considerat el descobridor del poeta Franz Werfel. En el referent musical, cal dir que va estudiar amb el mestre Alexander Uriah Boskovich.

## Brod i Kafka

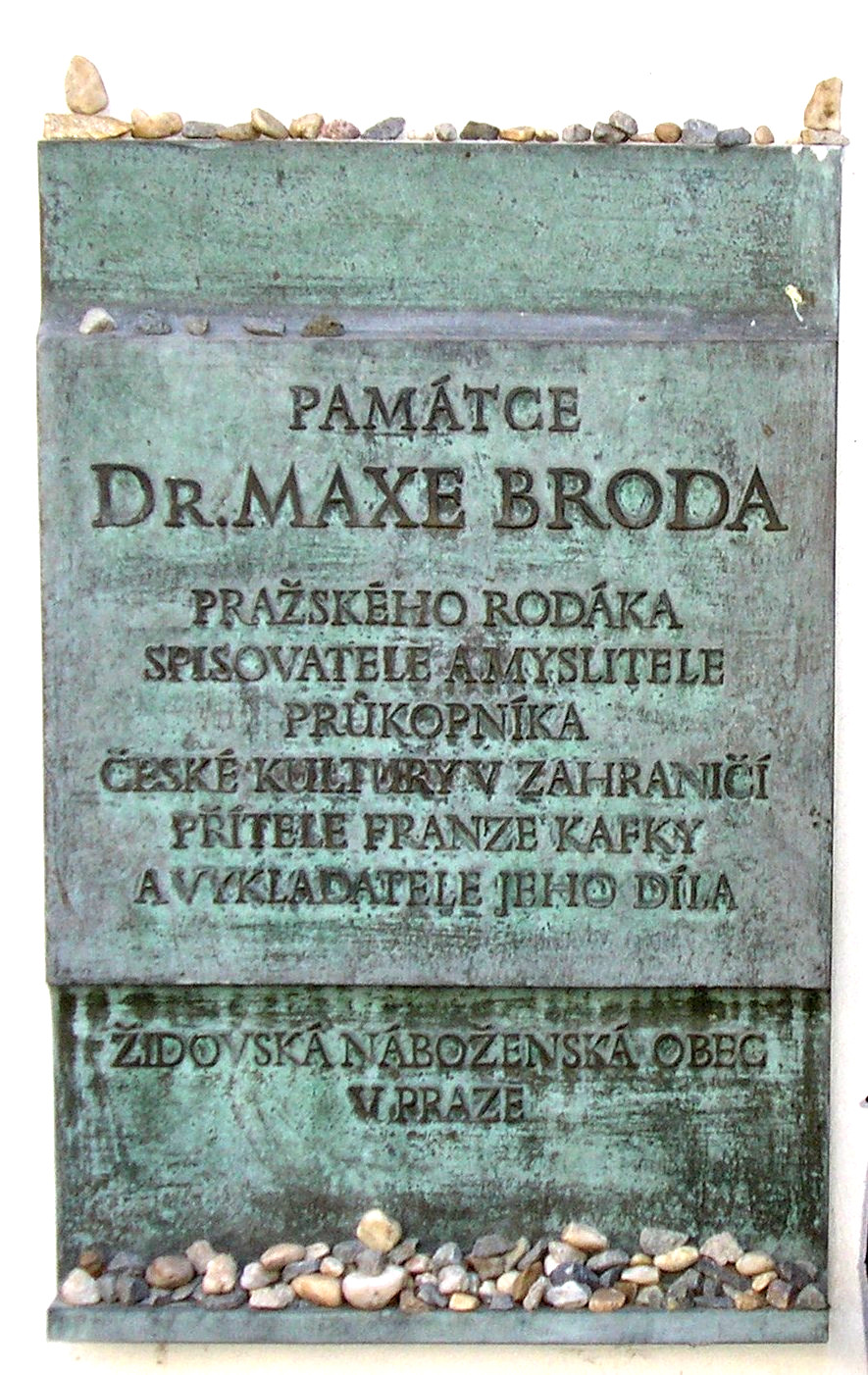
Placa en bronze que commemora Max Brod, davant de la tomba de Franz Kafka, Praga

L'any 1902, quan comença els seus estudis de dret, Max Brod s'inscriu a la Literarisch-künstlerische Sektion de la Lese- und Redehalle de la universitat. Aquest cercle literari es dedica a conferències en públic. El 23 d'octubre, Brod llegeix en públic el seu assaig sobre Schopenhauer. Després de la conferència, un jove estudiant en dret va a veure'l i l'acompanya a casa seva. La llarga discussió entre els dos marca el començament de l'amistat entre Brod i Franz Kafka. Brod serà l'amic més pròxim de Kafka.
Es deu a Max Brod la publicació d'obres de Kafka. El juny de 1912, durant un viatge conjunt, va aturar-se a Leipzig amb Kafka i el va presentar a l'editorial Kurt Wolff, llavors director de Rowohlt. Malgrat la reticència de Kafka, aquesta reunió va suposar la primera publicació de Kafka, Betrachtung, publicada amb 800 exemplars. Durant els anys següents, Brod va instar sense parar a Kafka a presentar manuscrits per a la seva publicació a Kurt Wolff Verlag, l'editorial on ell mateix va ser publicat.
És un dels quatre membres del que ell anomena el "Cercle estret de Praga" amb Franz Kafka, Oskar Baum, i Félix Weltsch i després, més tard, després de la mort de Kafka, Ludwig Winder. El grup es reuneix setmanalment a la casa de Baum per fer la lectura dels seus manuscrits.
Designat com el seu marmessor per Franz Kafka, gràcies a ell es coneix l'obra d'aquest últim. Mentre que Kafka, en una carta, li demanda destruir els seus manuscrits, Brod no ho fa i publica als anys següents els textos inèdits, sobretot les novel·les.

## Exili
L'any 1939, amb la fi de Txecoslovàquia, Max Brod, des de molt de temps militant sionista, s'exilia i emigra al Mandat britànic de Palestina, per fugir del nazisme, amb Felix Weltsch. S'emporta en una maleta els manuscrits de Kafka. Els seus propis manuscrits no li arribaran fins mesos més tard.
A Palestina, és dramaturg del Teatre Nacional Habima de Tel-Aviv, pel qual escriu l'any 1944, la seva única obra redactada en hebreu, Shaul, un drama bíblic. Treballa igualment per a periòdics hebreus. L'any 1948, és guanyador del preu Bialik per a la seva novel·la Galilei in Gefangenschaft, no sense algunes dificultats perquè l'obra no és escrita en hebreu sinó en alemany. L'any 1960, apareix la seva autobiografia Streibares Leben.

## Obres
- Schloß Nornepygge (Castell Nornepygge, 1908)
- Weiberwirtschaft (Feina de les dones, 1913)
- Über die Schönheit häßlicher Bilder (Sobre la bellesa de les imatges lletges, 1913)
- Die Höhe des Gefühls (La Grandesa del Sentiment, 1913)
- Anschauung und Begriff: Grundzüge eines Systems der Begriffsbildung, 1913 (junt amb Felix Weltsch)
- Tycho Brahes Weg zu Gott (El camí a Déu de Tycho Brahe 1915)
- Heidentum, Christentum, Judentum: Ein Bekenntnisbuch (Paganisme, Cristianisme, Judaisme: Un Credo, 1921)
- Sternenhimmel: Musik- und Theatererlebnisse (1923, republicat com Prager Sternenhimmel)
- Reubeni, Fürst der Juden (Reubeni, Princep dels Jueus, 1925)
- Zauberreich der Liebe (El regne fantàstic de l'amor, 1930)
- Biografie von Heinrich Heine (Biografia de Heinrich Heine, 1934)
- Die Frau, die nicht enttäuscht (La dona que no decep, 1934)
- Novellen aus Böhmen (Novel·les de Bohèmia, 1936)
- Rassentheorie und Judentum (Teoria racial i judaisme, 1936)
- Annerl (Anneta, 1937)
- Franz Kafka, eine Biographie (Franz Kafka, una biografia, 1937, després republicada en Über Franz Kafka, 1974)
- Franz Kafkas Glauben und Lehre (El pensament i ensenyances de Franz Kafka, 1948)
- Die Musik Israels (La música d'Israel, Tel-Aviv, 1951)
- Beinahe ein Vorzugsschüler, oder pièce touchée: Roman eines unauffälligen Menschen (Pràcticament un alumne avantatjat, 1952)
- Die Frau, nach der man sich sehnt (La dona que a un li agradaria, 1953)
- Rebellische Herzen (Cors rebels, 1957)
- Verzweiflung und Erlösung im Werke Franz Kafkas (Desesperació i redempció en les obres de Franz Kafka, 1959)
- Beispiel einer deutsch-jüdischen Symbiose (Un exemple de simbiosi juevo-alemanya, 1961)
- Die verkaufte Braut, traducció del libretto Prodaná nevěsta (una òpera còmica txeca de Bedřich Smetana), i moltes altres traduccions de llibrets d'òpera txecs.
- Über Franz Kafka, (Fischer, Frankfurt am Main, 1974)